# Ciudad de Los Valles
Ciudad de Los Valles, anteriormente Ciudad jardín Lo Prado, es una ciudad predominantemente residencial que además cuenta con una franja industrial ubicado en el sector poniente de la comuna de Pudahuel, Región Metropolitana de Santiago (Chile). Se encuentra a la altura del kilómetro 12,5 de la Ruta 68. Cuenta con un conjunto de micro barrios y es considerado un importante polo de desarrollo inmobiliario del sector Poniente de la Región Metropolitana.

## Historia
El proyecto que dio marcha blanca a su construcción, fue aprobado entre 1994 y 1995, en conjunto con el proyecto "Izarra de Lo Aguirre", y ejecutado a través de la sentencia de noviembre de 1999 de la Corte Suprema (Rol N° 3173-1999), antes de la entrada en vigor del Plan Regulador Metropolitano de Santiago (PRMS), que restringió el desarrollo inmobiliario en toda la zona poniente de Pudahuel.

## Accesos y transporte público
El principal medio de transporte público es el recorrido J12 y el J22 de la Red Metropolitana de Movilidad. Desde el sector oriente y centro de la capital, es posible acceder a través de la Autopista Costanera Norte, y la Ruta 68 en dirección a Valparaíso. Desde el norte o sur de la capital, a través de las Autopistas Vespucio Norte y Vespucio Sur Express.

## Comunidad
Cuenta con un establecimiento educacional de enseñanza básica y media (Colegio Manquecura), una brigada de bomberos, supermercados, jardines infantiles, farmacias, un centro deportivo, junta de vecinos, y una creciente red de servicios básicos y comunitarios. También cuenta con una brigada de seguridad en coordinación con la Policía de Investigaciones.

## Sector industrial
Su sector industrial colinda de manera directa con Ruta 68, y en ella se encuentran importantes centros de distribución, como los de Cencosud y Unimarc. Destaca además el Data Center Entel considerado uno de los más modernos del país.